# 吳迪 (台灣鼓手)
吴迪（1982年—），是臺灣樂團滅火器樂團的前鼓手。

## 生平
2012年10月吳迪加入滅火器樂團，2018年9月生小孩後向滅火器樂團請陪產假，2019年1月28日透過滅火器官方粉絲專頁宣布離團。

## 外部連結
- 滅火器樂團官方網站（页面存档备份，存于）
- 滅火器INDIEVOX
- 滅火器Twitter（页面存档备份，存于）
- （繁體中文） YouTube上的滅火器樂團頻道